# Khatuna Narimanidze
Khatuna Narimanidze, född 2 februari 1974, är en georgisk bågskytt. Hon deltog vid olympiska sommarspelen 2000, olympiska sommarspelen 2004, olympiska sommarspelen 2008 och olympiska sommarspelen 2016.